# Merethe Lindstrøm

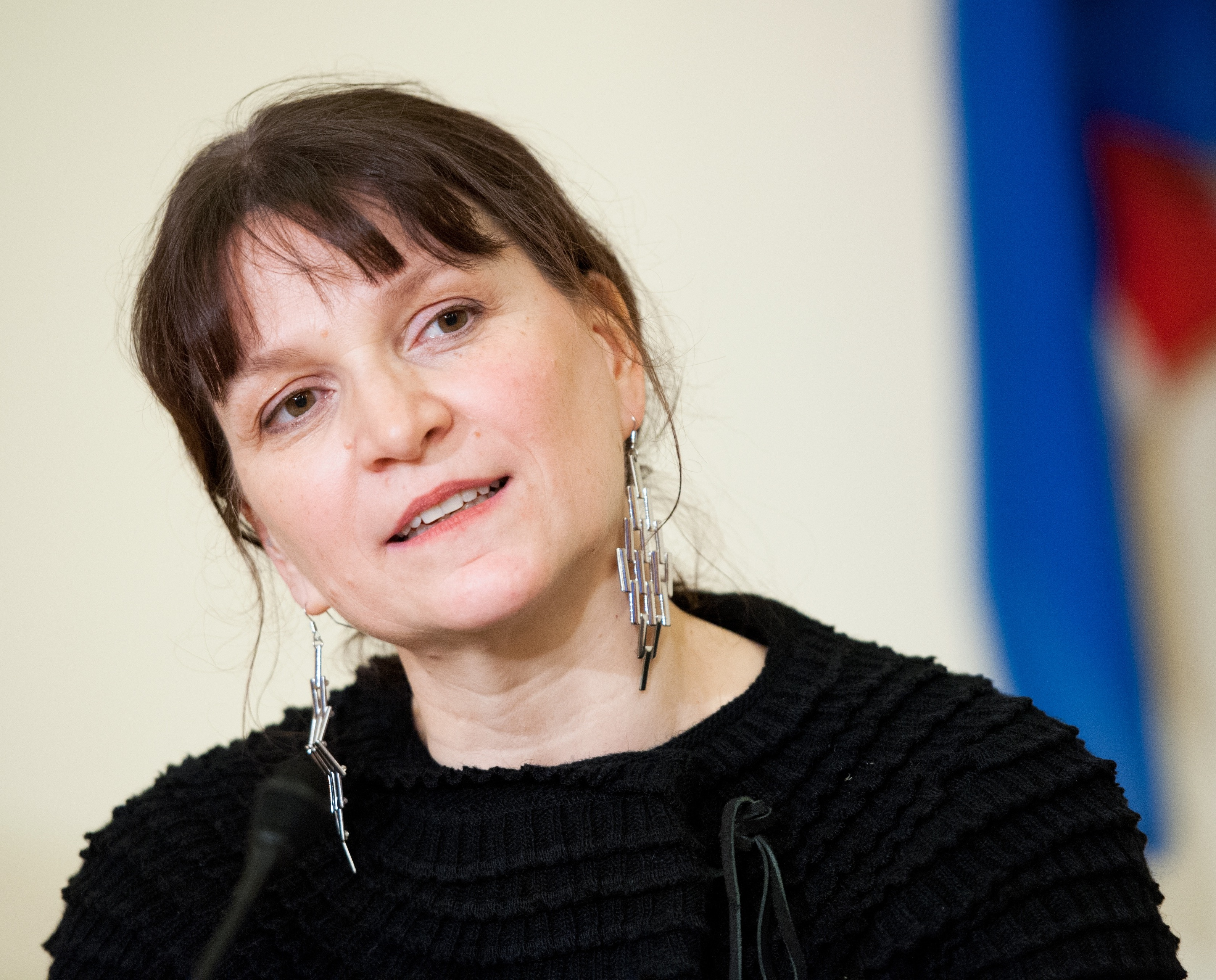
Merethe Lindstrøm (März 2012)

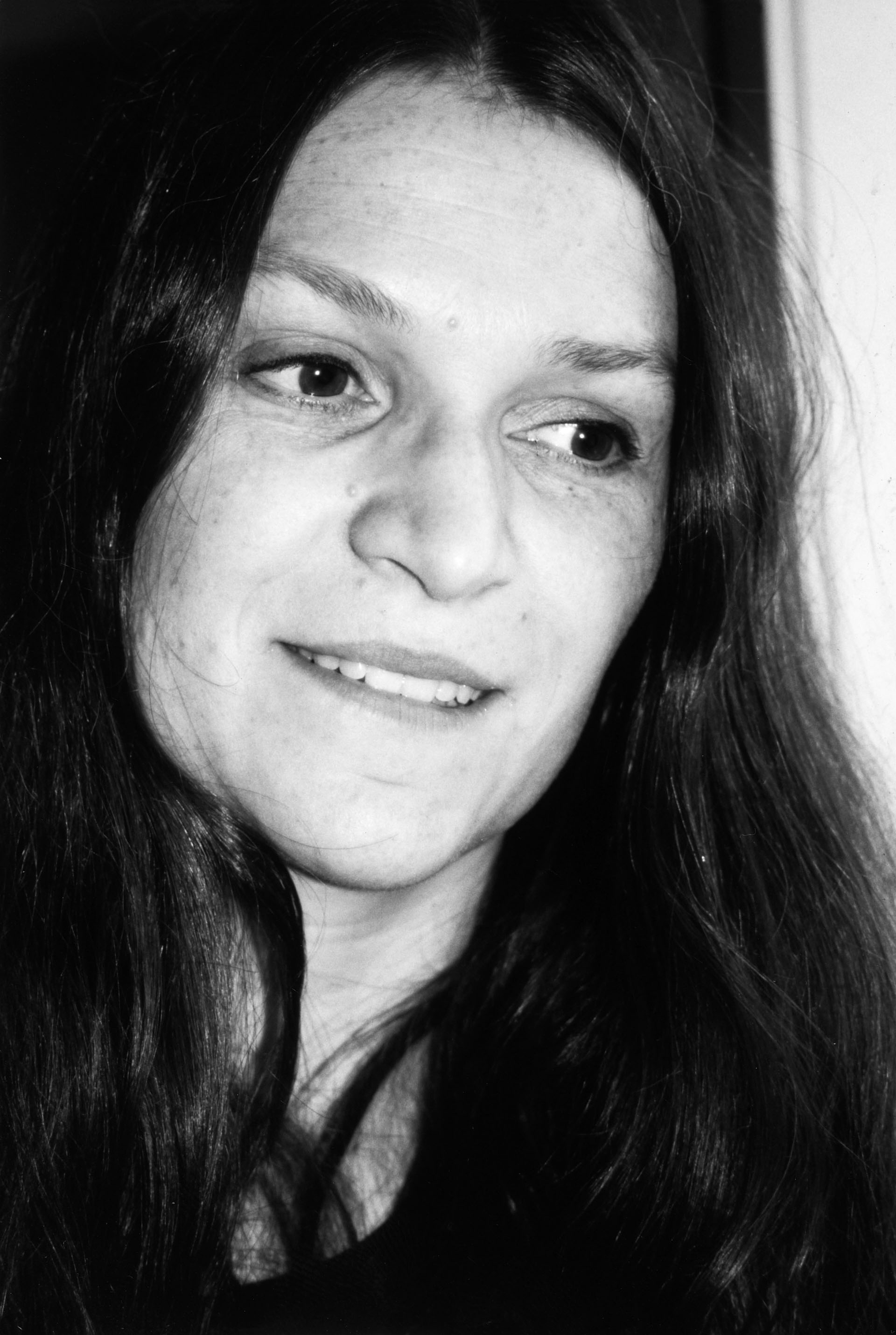
Merethe Lindstrøm

Merethe Lindstrøm (* 26. Mai 1963 in Bergen, Norwegen) ist eine norwegische Schriftstellerin und ehemalige Rock-Sängerin.

## Leben
Merethe Lindstrøm wuchs in Hammerfest, Bergen, Stord, Aurskog-Høland und Oslo auf. Sie begann im Alter von 17 Jahren mit dem Schreiben. Als Schriftstellerin debütierte sie 1983 mit der Veröffentlichung der Kurzgeschichtensammlung Sexorcisten og andre fortellinger. 
Für ihren 2011 erschienenen Roman Dager i stillhetens historie (Titelübersetzung: „Tage in der Geschichte der Stille“) wurde Lindstrøm sowohl mit dem Kritikerprisen als auch mit dem Literaturpreis des Nordischen Rates ausgezeichnet. Mit der Übersetzung der titelgebenden Geschichte Svømme under vann (=Schwimmen unter Wasser) aus dem gleichnamigen Erzählband (1994) ins Englische gewann Marta Eidsvåg den Harvill Secker's Young Translators’ Prize 2016. Obschon nur Tage in der Geschichte der Stille, Nord und Aus den Winterarchiven in mehr als zwei Fremdsprachenausgaben lizenziert vorliegen, wird sie in der Fachöffentlichkeit also sichtbar wertgeschätzt.
In der Zeit vor und teils parallel zu ihren ersten Veröffentlichungen als Schriftstellerin war Lindstrøm als Sängerin in unterschiedlichen Rockbands in Oslo und Berlin aktiv.

## Werke
- 1983: Sexorcisten og andre fortellinger, Kurzgeschichtenband
- 1986: Borte, men savnet, Kurzgeschichten
- 1990: Kannibal-leken, Kurzgeschichten
- 1992: Regnbarnas rike, Roman
  - Das Regenkind, Roman, Goldmann Verlag (2002), aus dem Norwegischen von Günther Frauenlob, 158 Seiten, ISBN 3-442-72964-5.
- 1994: Svømme under vann, Kurzgeschichten
- 1996: Steinsamlere, Roman
- 1997: Stedfortrederen, Roman, Aschehoug Forlag
  - Die Insel des Schweigens, Roman, Goldmann Verlag (1999), aus dem Norwegischen von Günther Frauenlob, 249 Seiten, ISBN 3-442-72438-4.
- 1997: Mille og den magiske kringlen (mit Illustrationen von Gro Hege Bergan), Kinderbuch, Aschehoug
- 1999: Jeg kjenner dette huset, Kurzgeschichten, Aschehoug
- 2002: Natthjem, Roman, Aschehoug
- 2003: Ingenting om mørket, Roman, Aschehoug
- 2005: Barnejegeren, Roman, Aschehoug
- 2007: Gjestene, Kurzgeschichten, Aschehoug
- 2008: Det må ha vært ensomt der, Kurzgeschichten
- 2011: Dager i stillhetens historie, Roman, Aschehoug
  - Tage in der Geschichte der Stille, Roman; Matthes & Seitz Berlin (2019), aus dem Norwegischen von Elke Ranzinger, 221 Seiten, ISBN 978-3-95757-779-5.
- 2013: Arkitekt, Kurzgeschichten, Aschehoug
- 2015: Fra vinterarkivene, Roman, Oktober Forlag
  - Aus den Winterarchiven, Roman, Matthes & Seitz Berlin (2018), aus dem Norwegischen von Elke Ranzinger, 294 Seiten, ISBN 978-3-95757-621-7.
- 2017: Nord, Roman, Oktober Forlag
- 2019: Fuglenes anatomi, Roman, Oktober Forlag

## Auszeichnungen
- 1994: Mads Wiel Nygaards Legat (Aschehoug Forlag) für Svømme under vann
- 2007: Nominierung zum Kritikerprisen für die Kurzgeschichtensammlung Gjestene
- 2008: Nominierung zum Literaturpreis des Nordischen Rates für Gjestene
- 2008: Dobloug-Preis für ihr Lebenswerk[8]
- 2011: Kritikerprisen für den Roman Dager i stillhetens historie
- 2012: Amalie Skram-Prisen[9]
- 2012: Literaturpreis des Nordischen Rates für Dager i stillhetens historie[10]